# New Skin
Singles de Incubus
A Certain Shade of Green
(1997) Pardon Me
(1999)
New Skin est le second single extrait de l'album S.C.I.E.N.C.E., seconde parution, sortie en 1997, du groupe californien Incubus.

## Pistes
| 1. | New Skin | 3:51 |

| 1. | New Skin          | 3:51 |
| 2. | CD ROM Data Track |      |